# Magnus Lagerström (Politiker)
Magnus von Lagerström (* 21. Juni 1666 in Stockholm als Magnus Gabriel Laurin; † 1736) war ein schwedischer Regierungsbeamter und Kanzler von Schwedisch-Pommern.

## Leben
Magnus Laurin war der Sohn des Johann Laurinus (1609–1686), Stadtnotar und Ratsherr in Stockholm, und der Margaretha Utter († 1710). Er war Landschreiber in Nyköping, bevor er 1689 Häradshövding im Distrikt Södertörn wurde. 1690 wurde er Sekretär der Kommission für die Güterreduktion in Pommern. Am 29. April 1691 wurde er unter dem Namen Lagerström zu Gnatzkow und Kuntzow in den schwedischen Adelsstand erhoben. 1693 wurde er zum Staats- und Lehnssekretär und 1704 zum Regierungsrat bei der schwedischen Regierung in Pommern ernannt.
Durch Resolutionen des schwedischen Königs Karl XII. vom 5. und 15. Oktober 1702 wurde er zum Kommissar für die Erstellung einer Landesmatrikel ernannt. Von 1703 bis wahrscheinlich 1709 befasste sich seine Kommission mit der Zusammenstellung der Hufenmatrikel auf der Grundlage der schwedischen Landesaufnahme von Pommern. Als die schwedische Regierung in Stettin während des Großen Nordischen Krieges 1715 aufgehoben worden war, blieb er in der Stadt und ging in den Ruhestand. In dieser Zeit verfasste er eine Landesbeschreibung Schwedisch-Pommerns. Nach dem Frieden von Stockholm wurde er zum Kanzler der nun in Stralsund ansässigen Regierung Schwedisch-Pommerns berufen. Dieses Amt übte er bis 1728 aus. In diesem Jahr leitete er im Auftrag des Königs Friedrich eine erneute Berechnung der Hufenmatrikel und erstellte ein Projekt für eine neue Landesaufnahme.

## Familie
Magnus Laurin heiratete 1687 Helena Engelcrona, Tochter des Generalkämmerers im Kammerkollegium Ephraim Engelcrona und der Margaretha Schruuf. Der Ehe entstammten drei Töchter und vier Söhne. Vier Kinder starben früh.
Der älteste Sohn Johann Ephraim (1687–1749) wurde Major und heiratete Barbara Elizabet von Horn. Deren Tochter Barbara Elisabeth heiratete den Greifswalder Bürgermeister Johann Gustav von Balthasar († 1773), Sohn von Jakob Balthasar.
Der zweite Sohn Magnus Lagerström (1691–1759) wurde Direktor der Schwedischen Ostindien-Kompanie.

## Schriften
- Anleitung zur Kundschaft von der Schwedischpommerschen Landesverfassung. 1721